# Juda (Familienname)
Der Familienname Juda oder Jehuda (auch als Ben-Juda bzw. Ben-Jehuda) hat seinen Ursprung in der Landschaftsbezeichnung Juda oder Judäa bzw. im Vornamen Juda bzw. Jehuda.

## Namensträger
- Adele Juda (1888–1949), österreichische Psychiaterin und Neurologin
- Albert Juda (1848–1903), österreichischer General
- Annely Juda (1914–2006), deutsche Galeristin
- Beer Schmuel Issachar ben Jehuda Löw Eibschiz Perlhefter (um 1650–nach 1713), jüdischer Gelehrter und Rabbiner, siehe Beer Perlhefter
- Damjan Juda († 1205), Patrizier und Politiker aus dem Stadtstaat Dubrovnik (später Republik Ragusa)
- Eliezer Ben-Jehuda (1858–1922), Hebraist und Sprachwissenschaftler
- Elsbeth Juda (1911–2014), britische Fotografin, Publizistin und Kunstsammlerin
- Gerschom ben Jehuda (um 960–1028/1040), jüdischer Talmudgelehrter und liturgischer Dichter
- Hans Juda (1904–1975), deutscher Publizist
- Jisra’el Bar Jehuda (1895–1965), israelischer Politiker, Minister und Knesset-Abgeordneter
- Jose ben Jehuda (2. Jahrhundert), Tannait der 4. Generation
- Juri Juda (* 1983), kasachischer Radrennfahrer
- Maximilian C. Jehuda Ewert (* 1974), deutscher Komponist